# Красна (притока Пруту)
Кра́сна — річка в Україні, в межах Надвірнянського району Івано-Франківської області. Ліва притока Пруту (басейн Дністра). 

## Опис
Довжина 17 км, площа басейну 44,6 км². Похил річки 13 м/км. Річка переважно рівнинного типу, у верхів'ях має ознаки гірської річки. Долина неширока, у верхній течії заліснена. Річище слабозвивисте.

## Розташування
Красна бере початок на північний схід від села Лоєва. Тече на південний схід і схід. Впадає до Пруту біля південної околиці села Саджавка, на схід від смт Ланчин. 
Над річкою розташовані: село Красна і смт Ланчин.

## Притоки
- Слобушниця (права)